# 리모트 워크

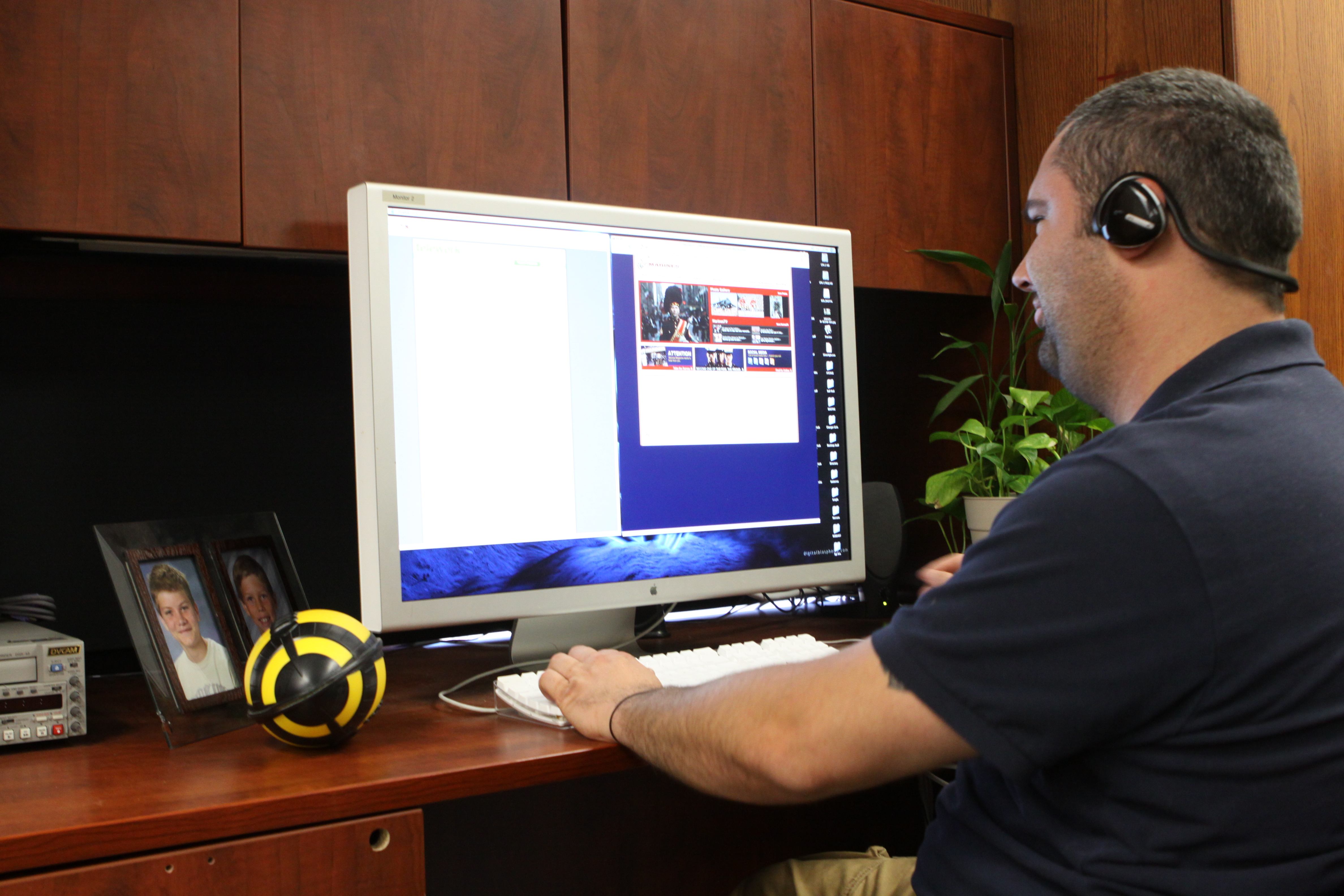
미국 해병대는 2010년에 일부 군무원에 한해 '텔레워크'를 허용하기 시작하였다.

리모트 워크(영어: remote work, work from anywhere, remote job, mobile work, distance work) 또는 텔레워크(영어: Telework) 혹은 재택근무(在宅勤務, 영어: work from home, WFH)는 근로 형태의 일종으로, 정보 통신 기기 등을 활용하여 시간과 장소의 제약을 받지 않고 유연하게 일할 수 있는 형태를 말한다.

## 같이 보기
- 디지털 유목민
- 데스크톱 가상화